# Association québécoise des informaticiennes et informaticiens indépendants
 (mai 2010).
- Si vous ne connaissez pas le sujet, laissez ce bandeau (vous pouvez alors contacter les auteurs).
- Si vous supprimez le contenu mis en cause (vous pouvez préalablement contacter les auteurs),

argumentez précisément cette suppression dans la page de discussion
(un manque de référence n'est pas un argument ; une recherche réelle de référence doit avoir été effectuée, être formellement documentée).
 (août 2014).
 (février 2021).
L'Association québécoise des informaticiennes et informaticiens indépendants (AQIII) a été créée en novembre 1993 en tant qu'association à but non lucratif. 
L’AQIII regroupe aujourd’hui[Quand ?] près de 1800 consultants indépendants directement reliés aux Technologies de l'information et de la communication (TIC) au Québec.

## Mission de l'AQIII
Favoriser l’obtention de contrats en TI par son système d'affichage d'offres de contrats, le réseautage par l'organisation d'évènements, le partage d’information entre informaticiens ainsi que les économies d’échelle chez des fournisseurs ciblés.

## Membres
Les données suivantes sont tirées du sondage annuel 2009 sur le profil des membres de l'AQIII et de l'enquête de TechnoCompétences sur les travailleurs autonome en TI (réalisée en collaboration avec l'AQIII).

L'AQIII regroupe quelque 1800 consultants indépendants en informatique du Québec:
- 93 % ont plus de 10 ans d’expérience en technologies de l'information et des communications
- 68 % ont un diplôme universitaire
- 77 % ont de 35 à 54 ans
- 87 % hommes – 13 % femmes
- 85 % ont 5 ans et plus d’expérience comme travailleur autonome
- 93 % ont moins de trois employés ont au sein de leur compagnie
- 89 % ont une entreprise constituée en société et 7 % ont une entreprise enregistrée
- 82 % ont obtenu au moins un mandat par une firme intermédiaire dans la dernière année
- Les champs d’expertise : administrateur de base de données, administrateur de système, analyste, analyste-programmeur, architecture, assurance et contrôle qualité logiciel, coach en gestion, continuité & sécurité, entrepôt de données, gestion de projet, informatique décisionnelle, procédures / implantation, programmeur, rédacteur et support technique

## Historique
En 1990, les membres fondateurs de l'AQIII eurent l'idée d'un regroupement de pigistes en informatique. Ils cherchaient un moyen de garder le contact après que d'autres contrats les eurent amenés sur des chemins différents.
Ce projet finit par se concrétiser en novembre 1993 lorsque l'association québécoise des informaticiennes et informaticiens indépendants fut incorporée. 
Les deux premières années, 1993 et 1994, ont surtout servi à construire l'organisation.
L'année 1995 a constitué une période charnière qui a vu l'AQIII s'implanter dans le milieu et gagner la confiance d'une trentaine de demandeurs de services, parmi lesquels plusieurs organisations majeures. 
Depuis, le membership de l'AQIII n'a cessé de croître. Il a dépassé la centaine au tournant de 1997-1998 et a doublé de 2005 à 2008. L'association regroupe aujourd’hui quelque 1800 membres.  
Devant la croissance du nombre de membres et le bassin de pigistes dans la ville de Québec, l'AQIII lance officiellement le Chapitre de Québec le 21 février 2006. 
Le siège social est établi dans le Grand Montréal (Laval) et un bureau satellite (2013) est sis à Québec. 